# Filetová vazba

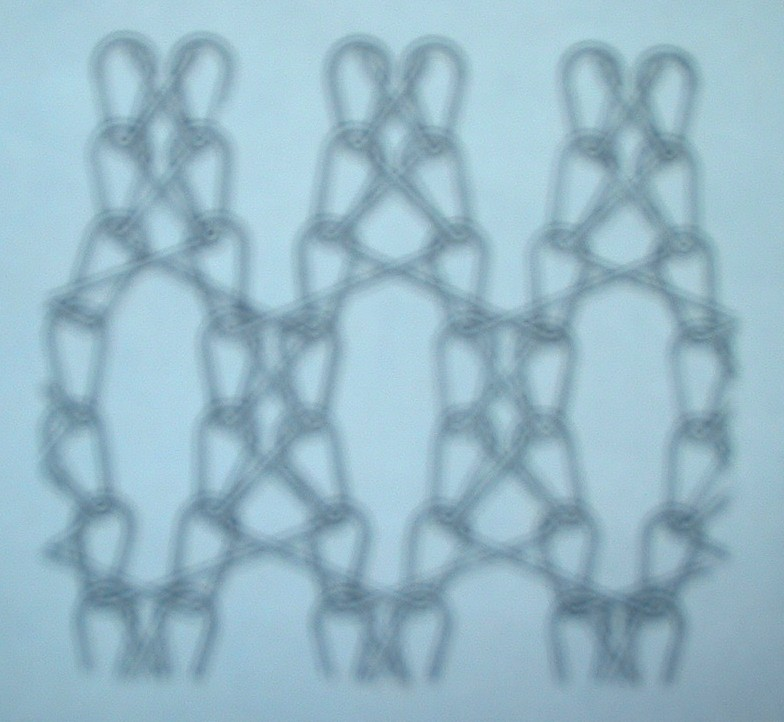
Struktura osnovní filetové vazby

Filetová vazba (franc.:filet = síť) je způsob provlékání nití, kterým se v textilii vytváří síťová struktura.

## Varianty filetové vazby
- U osnovních pletenin vznikají nespojením sousedních sloupců oček otvory (viz nákres vpravo). Velikost otvorů závisí na počtu řádků, ve kterých (v jednom sledu) nebyly sloupce spojeny. Na pletacích strojích s jedním kladecím přístrojem se dá použít jen vazba s různě přesazovaným řetízkem. Se dvěma nebo třemi kladecími přístroji jsou proveditelné filetové vazby: např. suknová, kombinace atlasu s trikotem, elastické síťoviny atd.[2]

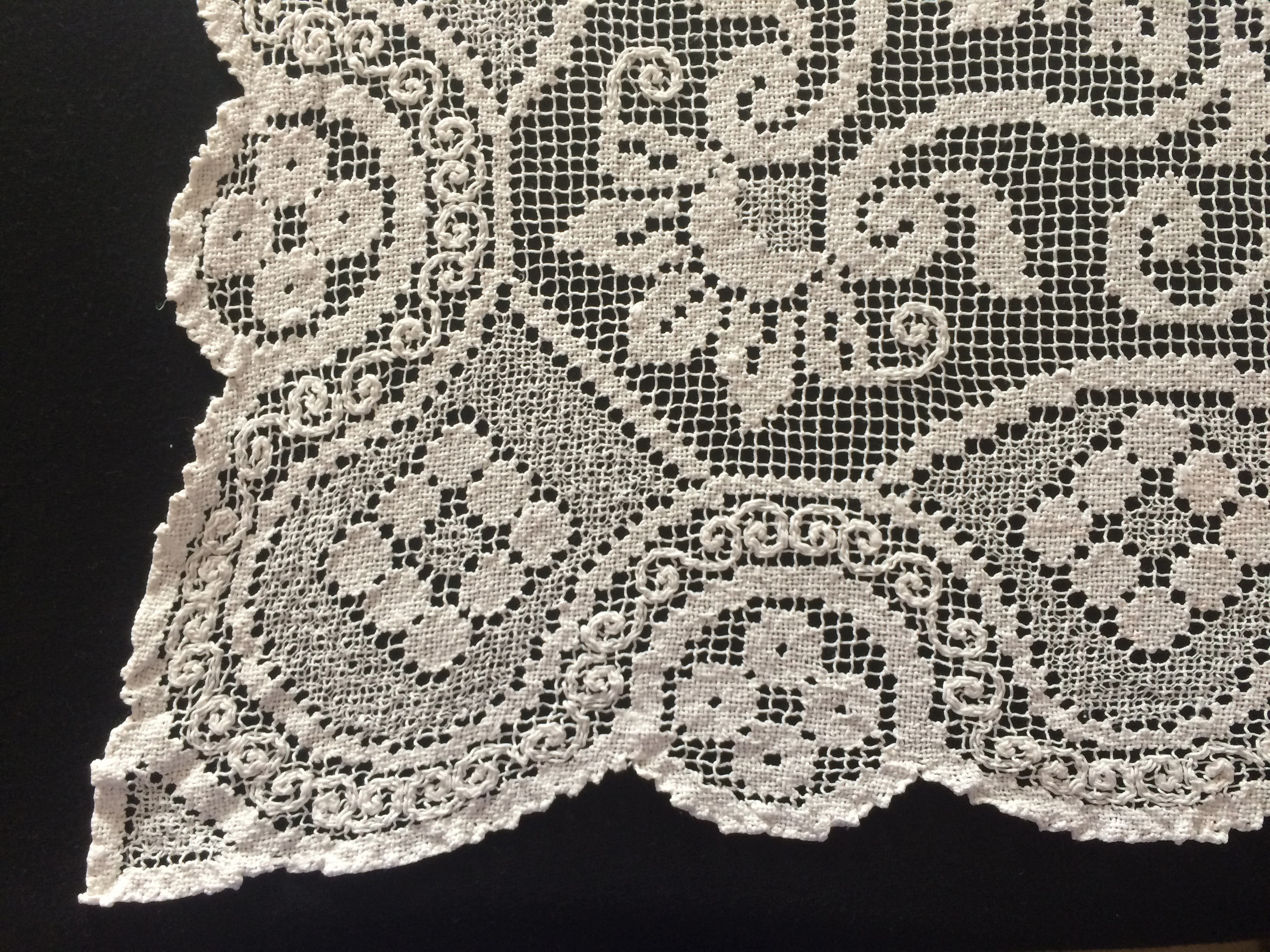
Norská filetová krajka (2016)

- Při paličkování vznikají filetovou vazbou čtvercové otvory, ze kterých se vytváří vzor zvaný. filetová výplň.

Podobné útvary se tvoří na bobinetových strojích tzv. válkovou filetovou vazbou. Tato textilie má vzhled sítě. 
- Filetová krajka (česky také: vyšívání na síťovině) se zhotovuje filetovou technikou, tj. pletená nebo vázaná síť se napne do rámu (nebo upevní jako závěs) a zaplňuje látacími nebo plátnovými stehy, ze kterých se tvoří různé efekty (kníry, smyčky, piké aj).[5] Technika vznikla v pradávnu, ve 14. století byla známá pod latinským opus oraneum a v 19. století se pod názvem filet guipure (gipýrová síťovina) začala napodobovat ve strojní výrobě.[4]
- Také filetovým háčkováním vzniká síť se čtvercovými otvory, která se často kombinuje s jinými vzory na háčkované krajce.[6] Na galonových stávcích se dá tento druh ručního háčkování napodobovat.[7]

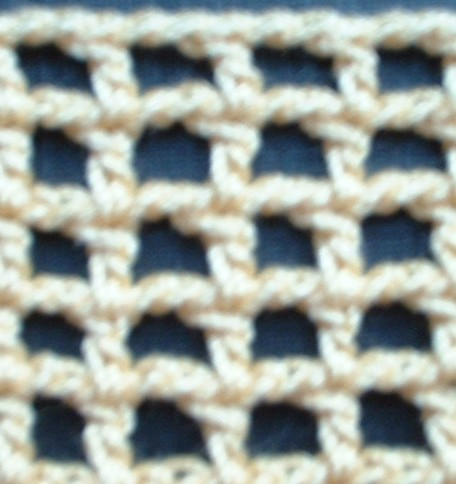
Filetové háčkování z bavlněné příze

## Filet v textilním názvosloví
- Výraz filet se někdy používá jako souhrnné označení pro plošné textilie se čtvercovými otvory vzniklými ruční nebo strojní výrobou sítí. Jako filetové zboží se pak označují jen ručně zhotovené výrobky.[8]
- Filírování (odvozené z německého Filieren) může znamenat zhotovení filetové krajky nebo také družení přízí před skaním.[9] (Výraz se jinak běžně používá v potravinářství pro určitý způsob zpracování masa).
- Vyšívání na síťovém podkladu vytvořeném vázáním z jedné niti se (v němčině) nazývá filetové (Filetstickerei).[10]
- Filetové hedvábí je archaický výraz. V 19. století to bylo označení jednoho druhu (méněcenného) benátského hedvábí a také pro přízi z méněcenných částí obsahu kokonu bource morušového.[11] [12]